# 泰德·威廉斯
提奧多·山繆爾·威廉斯（英語：Theodore Samuel Williams，1918年8月30日—2002年7月5日），暱稱泰德·威廉斯（Ted Williams），美國職棒大聯盟的球員，一生都效力於波士頓紅襪隊，曾經獲得2次美聯MVP，六次打擊王，兩次三冠王。

## 生平
曾經19次入選全明星賽（1959和1960兩個賽季各舉辦了兩次明星賽），生涯打擊率0.344，521支全壘打，生涯上壘率達0.482為大聯盟紀錄，其生涯標準化後的OPS+是191，在大聯盟史上僅次於貝比魯斯的206。1941年是他狀態最好的一個球季，在當季打擊率為0.406，其中有37支全壘打、120個打點、得到135分，以及單季上壘率為0.553，在大聯盟保持了61年記錄。他是大聯盟最後一次單季打擊率超過4成的打者，生涯最後一個打數是全壘打。他的綽號有小子（The Kid）、The Splendid Splinter、Teddy Ballgame、The Thumper，被認為史上最偉大的打者之一。1966年入選棒球名人堂。
他原先被認為是足以挑戰魯斯多項紀錄的選手，但他的棒球生涯兩次分別因為二戰和韓戰而中斷，在巔峰期被迫缺席了四年半（大約七百場比賽），這導致他沒有辦法完成六百轟，也沒能在生涯安打和保送數上超車魯斯。
他在韓戰時曾加入美國海軍陸戰隊，擔任戰鬥轟炸機領航員。他是釣魚運動愛好者，曾在電視頻道上主持釣魚節目，也入選IGFE釣魚名人堂。
在《打擊的科学》（The Science of Hitting）一书中，威廉斯解释了他的打擊技巧。他将好球帶划分成77块小格子，每块格子只有棒球那么大。

## 個人紀錄
- 1939年，首度在大聯盟上場，生涯首年在年度MVP票選排名第四。
- 1941年，打擊率達到.406，為大聯盟最後一位四割男(單季打擊率超過四成)。
- 1942年，首度獲得美聯打擊三冠王。
- 1946年，7月21日對布朗隊達成完全打擊。
- 1947年，第二度獲得美聯打擊三冠王，與Rogers Hornsby為史上唯二能兩度達成三冠王球季的打者。
- 1960年，宣布退休，生涯最後打席以全壘打結束。
- 1966年，以93.38%得票率入選美國棒球名人堂，首度獲得候選資格就入選。
- 1984年，背號9號列入紅襪隊退休背號。
- 1999年，被The Sporting News選為史上百大傑出球員，排名第八。

## 延伸阅读
- Baldasarro, Lawrence (ed.). The Ted Williams Reader. New York: Simon & Schuster, 1991. ISBN 0-671-73536-5.
- Bradlee Jr., Ben. The Kid: The Immortal Life of Ted Williams. New York: Little, Brown and Company, 2013. ISBN 0316614351.
- Cramer, Richard Ben. What Do You Think of Ted Williams Now? – A Remembrance. New York: Simon & Schuster, 2002. ISBN 0-7432-4648-9.
- Halberstam, David. The Teammates. New York: Hyperion, 2003. ISBN 1-4013-0057-X.
- Montville, Leigh. Ted Williams: The Biography of an American Hero. New York: Doubleday, 2004. ISBN 0385507488.
- Updike, John. Hub Fans Bid Kid Adieu: John Updike on Ted Williams. New York: Library of America, 2010. ISBN 978-1-59853-071-1.
- Williams, Ted, and John Underwood . The Science of Hitting. New York: Simon and Schuster, 1971. ISBN 0671208926.
- Williams, Ted, and John Underwood. Ted Williams' Fishing the Big Three: Tarpon, Bonefish, Atlantic Salmon. New York: Simon & Schuster, 1982. ISBN 0-671-24400-0.
- Williams, Ted, and David Pietrusza. Ted Williams: My Life in Pictures (also published as Teddy Ballgame). Kingston, New York: Total/Sports Illustrated, 2002. ISBN 1-930844-07-7.
- Williams, Ted, and Jim Prime. Ted Williams' Hit List: The Best of the Best Ranks the Best of the Rest. Indianapolis: Masters Press, 1996. ISBN 1-57028-078-9.